# Gulnäbbad kasik
Gulnäbbad kasik (Amblycercus holosericeus) är en fågel i familjen trupialer inom ordningen tättingar.

## Utbredning och systematik
Gulnäbbad kasik placeras som enda art i släktet Amblycercus. Den delas in i tre underarter:
- holosericeus/flavirostris-gruppen
  - Amblycercus holosericeus holosericeus – förekommer från sydöstra Mexico (San Luis Potosí och södra Tamaulipas) till norra Colombia
  - Amblycercus holosericeus flavirostris – förekommer från västra Colombia till västra Ecuador och nordvästligaste Peru (Tumbes)
- Amblycercus holosericeus australis – förekommer från Colombia till nordvästra Venezuela, östra Peru och nordväst Bolivia

## Status och hot
Arten har ett stort utbredningsområde, men tros minska i antal, dock inte tillräckligt kraftigt för att den ska betraktas som hotad. Internationella naturvårdsunionen IUCN listar arten som livskraftig (LC). Beståndet uppskattas till i storleksordningen en halv miljon till fem miljoner vuxna individer.